# Lorenz Beheim
Lorenz Beheim (auch Behaim; * 3. April 1458 in Nürnberg; † 11. April 1521 in Bamberg) war ein deutscher Humanist, Astrologe, Mediziner und Alchemist und eng befreundet mit Willibald Pirckheimer und Albrecht Dürer.

## Leben
Beheim entstammte einer Nürnberger Geschütz- und Glockengießerfamilie, jedoch nicht dem gleichnamigen ratsfähigen Geschlecht. Er war der Sohn des gleichnamigen Lorenz Beheim († 1494), eines Büchsengießers und Beckenschlägers und der Elsbeth Negwein, Tochter einer Handwerkerfamilie aus Nürnberg. Sein Bruder Georg († 1521) war Universitätslehrer in Mainz und später Propst von St. Lorenz in Nürnberg.
Beheim studierte in Ingolstadt von 1473 bis 1476 Theologie und wechselte dann von 1476 bis 1478 nach Leipzig, wo er seinen Magister Artium machte. 1490 ging er nach Italien, machte dort seinen Dr. Decretorum  und trat in den Dienst Kardinal Rodrigo Borgias als dessen Haushofmeister. Nach Borgias Wahl zum Papst im Jahr 1492 war Beheim auch sein Praefectus Machinarium (Oberster Geschützmeister) – in dieser Funktion leitete er als Festungsbaumeister das päpstliche Geschützwesen und nahm auch an einigen Belagerungen teil. Cesare Borgia, der Sohn von Papst Alexander VI., für den Beheim auch sein Horoskop erstellte, richtete in dieser Zeit einen Katalog an Fragen über Kriegstechnik, Verteidigung, Gifte und vieles andere an ihn; Beheims Antworten sind jedoch leider nicht erhalten. Auch findet sich eine Handschrift über die Pillen Alexanders VI. im Nachlass Pirckheimers, die sicher von Beheim stammt.
Der Altertumsforschung hinterließ er eine ganze Sammlung an römischen Inschriften. Da er ein eifriger Sammler solcher Inschriften war, ist es Beheim etwa zu verdanken, dass die Wissenschaft sich von einem heute verschollenen Freskenzyklus von Pinturicchio eine Vorstellung machen kann, dessen Inschriften er ebenfalls abschrieb.
Nach mehr als 20 Jahren in Italien kehrte Beheim 1503 schließlich in sein Heimatland und nach Nürnberg zurück. Ab 1505 war er Kanonikus des Kollegiatstifts St. Stephan in Bamberg. 1506 und 1507 wirkte er dort auch als Advokat.
Er pflegte mit Willibald Pirckheimer, den er wahrscheinlich 1495 in Rom kennengelernt hatte, eine enge Freundschaft und wurde von diesem als der gelehrteste Mann, den er kenne, bezeichnet. Die beiden Gelehrten führten einen regen Briefwechsel. Zwar sind Pirckheimers Antworten heute verloren, Beheims Briefe sind aber erhalten geblieben und geben einen Einblick in die Beziehung zwischen ihm, Pirckheimer und den gemeinsamen Freund Albrecht Dürer, über dessen Bart Beheim sich darin immer wieder lustig macht. „Was unseren Albrecht betrifft, so glaube ich nicht, daß es bei ihm großen Bittens bedarf… Nur sein Schnabelbart hindert ihn, den er gewiß täglich dreht und kräuselt, daß er gleich Eberzähnen von ihm absteht.“ Für Dürer und Pirckheimer erstellte Beheim auch Horoskope.